# Октавио Писано
Октавио Писано (енгл. Octavio Pisano) је амерички филмски и телевизијски глумац. Најпознатији је по улози Џоа Веласка у серији Ред и закон: Одељење за специјалне жртве.